# Ascidia polytrema
Ascidia polytrema is een zakpijpensoort uit de familie van de Ascidiidae. De wetenschappelijke naam van de soort is voor het eerst geldig gepubliceerd in 1906 door Herdman.